# Vimperk (architektura)

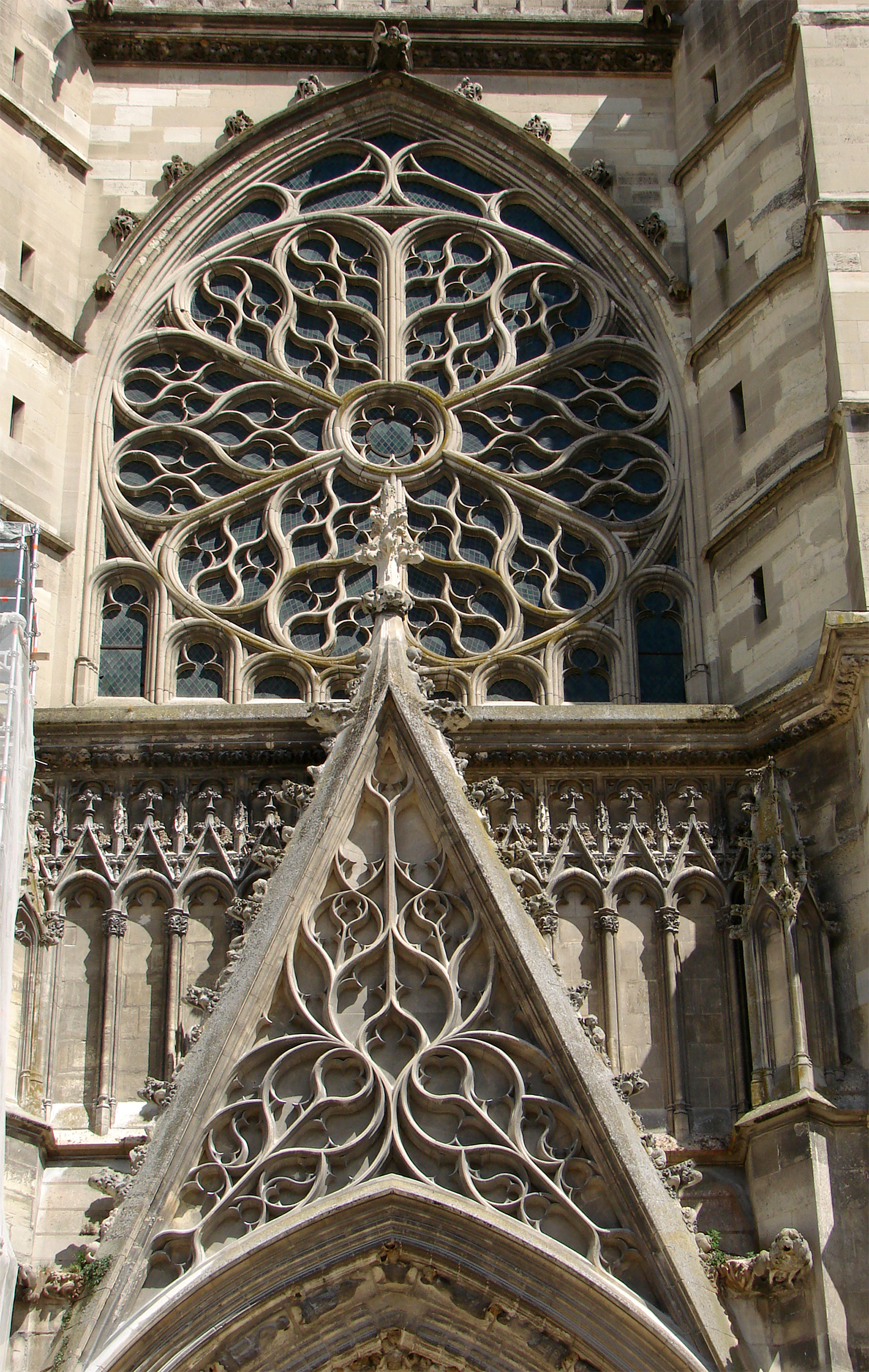
Vimperk vyplněný plaménkovou kružbou, katedrála v Meaux, Francie

Vimperk je trojúhelníkový štít nad portály a okny, zdůrazňující vertikalitu stavby v
gotické nebo novogotické architektuře. Vimperk může být uvnitř vyplněn kružbou a završen jednou fiálou nebo kytkou a po stranách flankován dvěma fiálami. Vimperk může být reliéfní nebo trojboký samostatně stojící.
Vimperk bývá použit také na dřevěných oltářích, sanktuariích, monstrancích a jiných uměleckořemeslných předmětech z gotické doby.

## Příklady

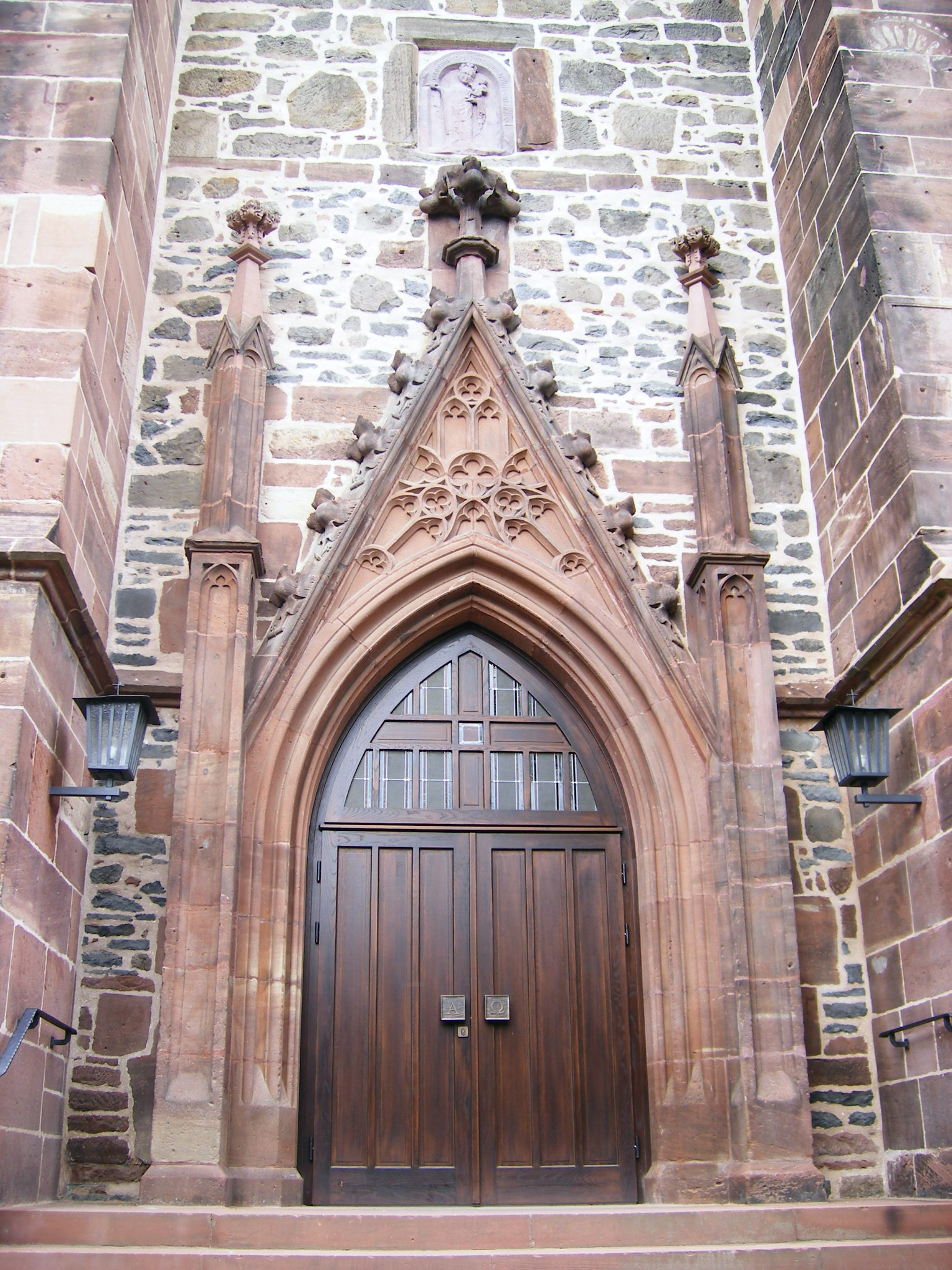
Vimperk nad jižním portálem gotického kostela Panny Marie v Hombergu (Hesensko)
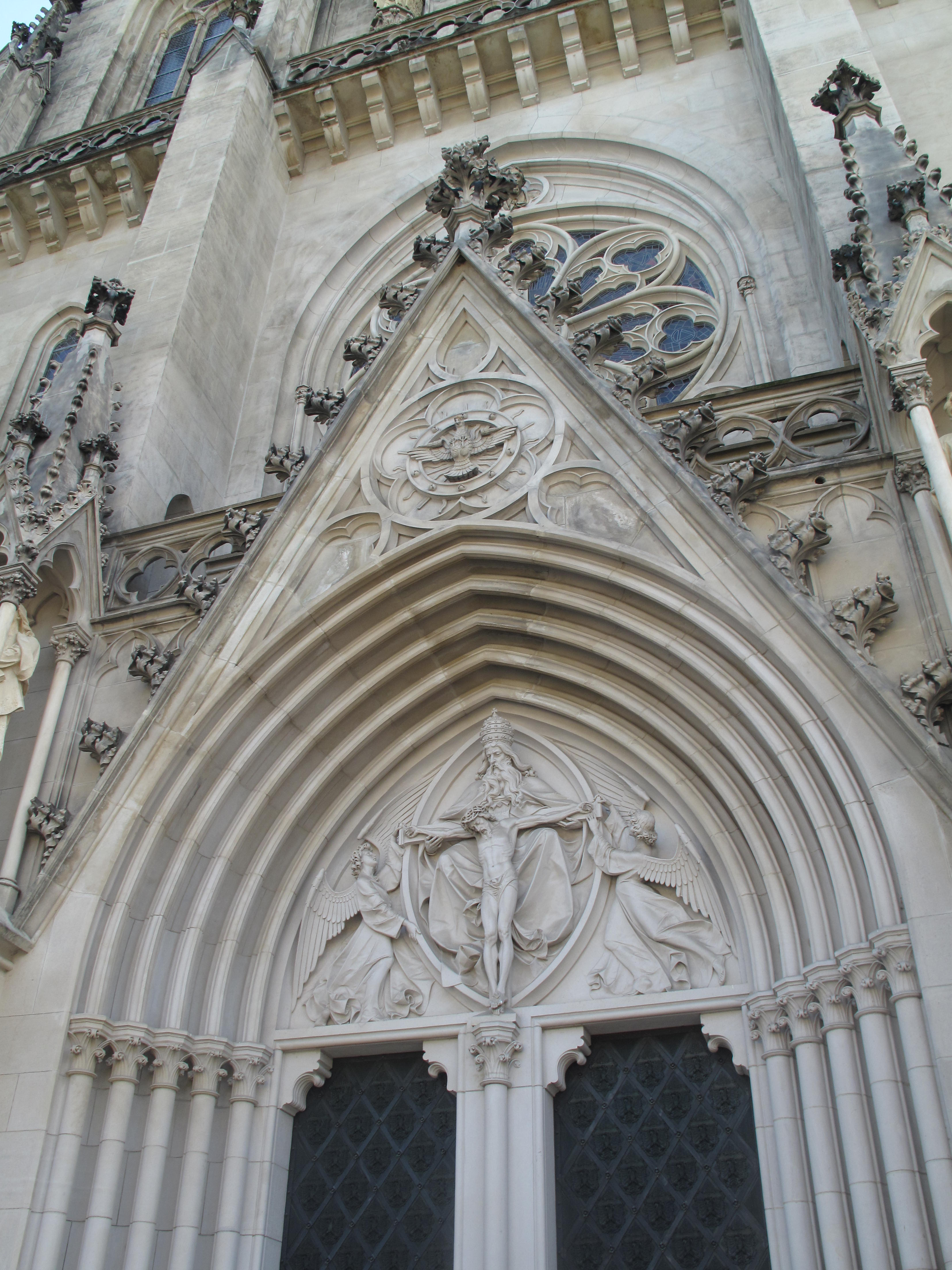
Katedrála sv. Václava v Olomouci. Neogotický portál s vimperkem
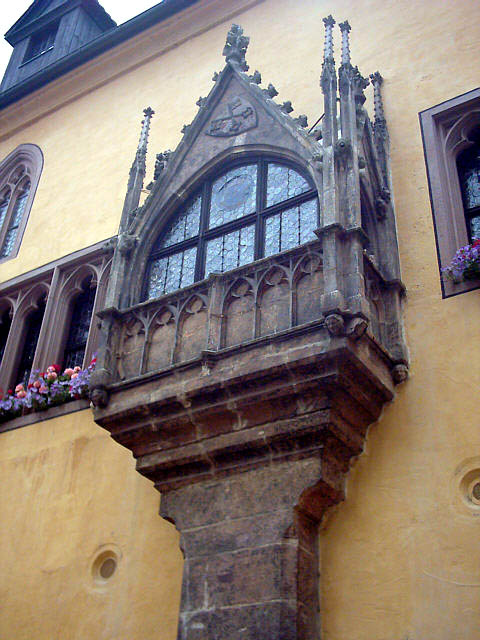
Arkýř s vimperkem. Portál Staré radnice v Řezně
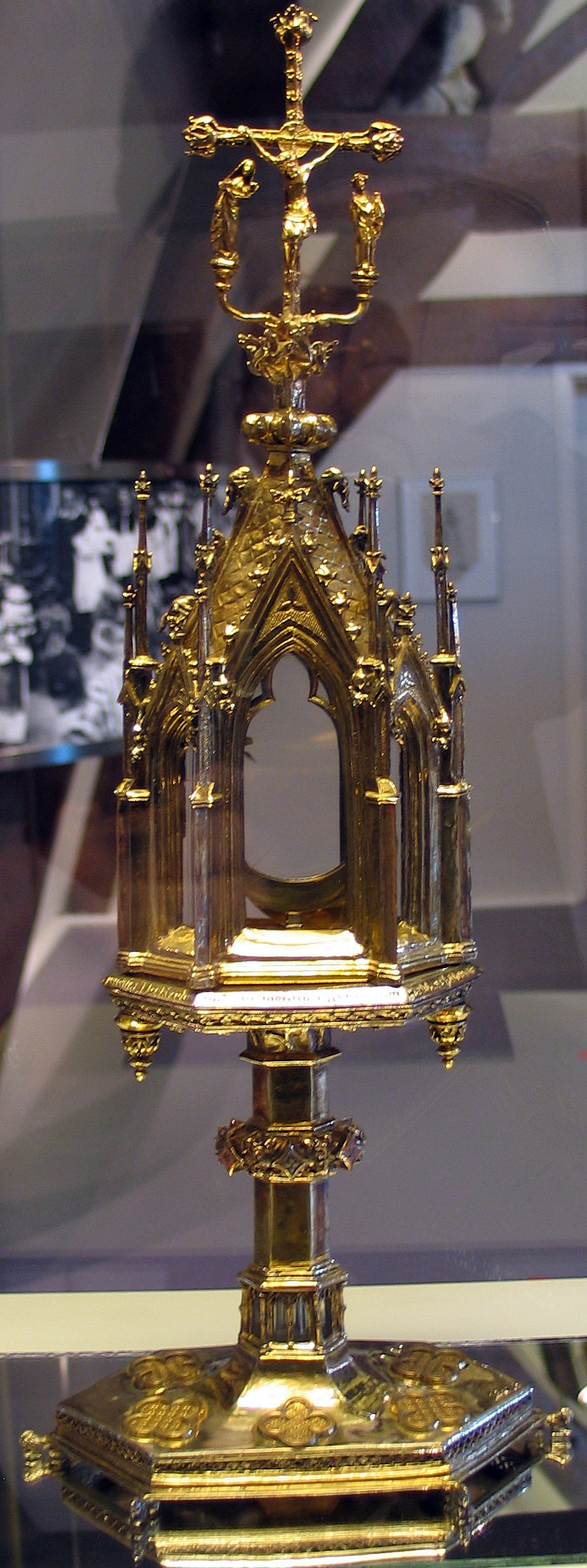
Monstrance z Freckenhorstu, zhotovená v Paříži, 1286
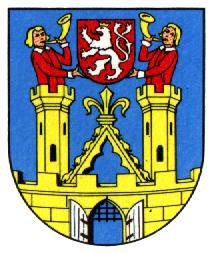
Znak města Kamenec v Lužici (SRN)